# 常盤 (江東區)
常盤（日语：／ Tokiwa */?）是東京都江東區的地名。郵遞區號為135-0006。

## 地理
東京都江東區西北部，屬深川地域。町域西側為常盤一丁目，東側為二丁目。町域南邊為小名木川，西邊為隅田川。北鄰森下，東接高橋，南與清澄間以小名木川為界，西與中央區日本橋中洲、日本橋濱町之間以隅田川為界。町內住宅與小型工廠混雜。

## 歷史
深川村的分鄉松代町移往四之橋南側，改稱南松代町。南松代町後因火災燒毀，移往現在的常盤、高橋。選擇新町名時，因南松代町的「松」為常綠樹而命名「常盤町」（意為常綠）。1878年（明治11年）屬深川區。1911年（明治44年）去除深川，改名為常盤町。1934年（昭和9年）與周邊各町重新調整町域。1947年（昭和22年），江東區成立，為深川常盤町。1971年（昭和46年）實施新住居表示。

### 地名由來
因南松代町的「松」為常綠樹而命名「常盤町」（意為常綠）。

## 交通
巴士
地區東端的南北向清澄通上有「高橋」巴士站。以下路線由東京都交通局運行。
- 門33系統：往龜戶站，往豐海水產埠頭

道路
- 東京都道463號上野月島線（清澄通）
- 萬年橋通

橋梁
- 小名木川
  - 年橋

## 設施
- 芭蕉庵史蹟公園
- 芭蕉紀念館
  - 芭蕉紀念館分館

## 備註
1. ↑  江東区の世帯と人口（住民基本台帳による） 区民部区民課 平成25年8月1日現在[永久]
2. 1 2 3 4  江東區の地名由来-江東區地域振興部文化観光課文化財係 的存檔，存档日期2013-07-19.，2012年6月18日閲覧。

## 外部連結
- 江東區官方網站 （页面存档备份，存于）